# 提托努利林峽谷
提托努利林峽谷（Tithonium Chasma）是一個火星峽谷，位於科普剌塔斯區。提托努利林峽谷約8.1公里長，是火星反照率著名特徵。